# 多瑙河畔诺伊堡
多瑙河畔诺伊堡（德語：Neuburg an der Donau，官方拼写为，發音：[ˈnɔʏbʊʁk ʔan deːɐ̯ ˈdoːnaʊ] ⓘ）是德国巴伐利亚州上巴伐利亚行政区诺伊堡-施罗本豪森县的城市，也是诺伊堡-施罗本豪森县的县治，面积81.29平方千米，2023年12月31日人口为30,881人。

## 友好城市
多瑙河畔诺伊堡与以下城市结为友好城市：
- 法國 塞特
- 捷克 耶塞尼克